# Alapaevskij rajon
L'Alapaevskij rajon (in russo Алапаевский район?) è un distretto nell'oblast' di Sverdlovsk, in Russia. Il centro amministrativo è la città di Alapaevsk che non fa parte del distretto.
Dal punto di vista della struttura municipale, il territorio del distretto è diviso in due: la formazione municipale di Alapaevskoe (муниципальное образование Алапаевское, con il suo capoluogo nella città di Alapaevsk) e la formazione municipale di Machnëvskoe (Махнёвское муниципальное образование, con il suo capoluogo nell'insediamento di tipo urbano di Machnëvo).
All'interno del territorio si trovano i tratti inferiori dei fiumi Nejva e Rež, che nel sud-est della regione si fondono in un unico fiume: il Nica. Il fiume Tagil scorre attraverso la parte settentrionale del distretto e sfocia nel Tura nel nord-est della regione.